# Wolf Parade (EP, 2004)
Albums de Wolf Parade
Wolf Parade
(2003) Wolf Parade
(2005)
Wolf Parade, appelé aussi Wolf Parade (6 Song EP), est le 2e EP auto-produit du groupe Wolf Parade, sorti en 2004.
Les quatre premières chansons de cet EP apparaîtront plus tard sur Apologies to the Queen Mary, le premier album du groupe, dans des versions retravaillées. La chanson Killing Armies qui clot cet EP servira, dans cette même version, de bonus track pour l'achat sur iTunes de la version vinyle d'Apologies to the Queen Mary. L'illustration de la pochette est l'œuvre de Tracy Maurice.

## Liste des titres
| 1.    | Dear Sons and Daughters of Hungry Ghosts | Krug     | 3:58 |
| 2.    | We Built Another World                   | Boeckner | 3:23 |
| 3.    | Grounds for Divorce                      | Krug     | 3:44 |
| 4.    | It's a Curse                             | Boeckner | 3:33 |
| 5.    | The National People's Scare              | Boeckner | 5:15 |
| 6.    | Killing Armies                           | Krug     | 2:50 |
| 22:47 |                                          |          |      |

## Personnel
- Dan Boeckner – voix, guitare
- Spencer Krug – voix, piano, synthétiseur
- Arlen Thompson – batterie
- Hadji Bakara – synthétiseur, électronique